# District de Nayagarh
Le district de Nayagarh est un district de l'État de l'Odisha (Inde), ayant la ville de Nayagarh pour chef-lieu.

## Géographie
Sa population compte 535 385 habitants, selon un recensement de 2011.